# 葛優
葛優（グォ・ヨウ、グァー・ヨウ、漢字日本語読み：かつ ゆう、1957年4月19日 - ）は、中国北京出身の男性俳優。

## 人物・経歴
キャリアは決して順調とは言えず、高校卒業後は北京近郊の生産部隊で養豚業に従事していた（いわゆる下放）。25歳の時、軍の全総文工団（文芸工作団）に入団し新劇俳優として俳優業をスタート、1984年、偶然『盛夏和她的未婚夫』中の端役を演じたことから映画俳優としての道を歩むようになる。
有名にしたのは1988年作家・王朔の同名小説を改作した映画『頑主』で、彼の外見や雰囲気は原作のユニークな小人物の特徴にぴったりと符合し、初めて金鶏奨の最優秀男優賞にノミネートされた。
1992年北京電視台が放映したコメディドラマ『編輯部的故事』により葛優は中国全土に知られる大スターとなる。以後10数年間、葛優はスクリーンで20数名の異なるキャラクターに扮した。なかでも最大の成功は1993年、張芸謀が作家・余華の同名小説を改作した映画『活きる』である。劇中、葛優は主人公である“福貴”の青年時代から老年までを演じ、第47回カンヌ国際映画祭男優賞を受賞した。
それ以外に、『烈火金剛』（何群監督、1991年）で彼の演じた人情と気骨溢れる傀儡軍の小隊長は、従来の敵役の制約を跳び越えた。続く黄健中の『過年』では好色で下品不真面目な、長姉の婿に扮し、百花奨最優秀助演男優賞を受賞。1993年、陳凱歌監督『さらば、わが愛/覇王別姫』で葛優が演じた京劇を熱愛する袁四爺役でも存在感のある演技を見せた。
1997年からは馮小剛監督作品に多く出演するようになり、同監督の賀歳片（旧正月に上映する映画）の主演俳優として人気を博している。

## 備考
- 中国では「光頭演員（スキンヘッド俳優）」として有名である。
- 大の飛行機嫌いとして知られる。
- 葛優の父・葛存壮（zh:葛存壮）は映画俳優で、持ち役の多くは敵役（日本人役が多かった）であった。主要作品には『小兵張嘎』『紅旗譜』『大清砲隊』などがある。母の施文心は北京映画製作所のシナリオ編集者で、妻の賀聡は文工団の美術教師、妹の葛佳も『北影画報』の編集者である。

## 出演作品

### 映画
- 盛夏和她的未婚夫 (1985年)
- 頑主 (1988年)
- 黄河謡 (1989年)
- ハイジャック/台湾海峡緊急指令 代号美洲豹 (1989年)
- 馬路騎士 (1990年)
- 老店 老店 (1990年)
- 過年 (1991年)
- 喜劇明星 (1991年)
- 烈火金剛 (1991年)
- 新潮姑娘 (1991年)
- 編輯部的故事 (1991年)
- 上一当 (1992年)
- 決戦之後 (1992年)
- 離婚大戦 (1992年)
- 再見のあとで 大撒把 (1992年)
- 消失的女人 (1993年)
- さらば、わが愛/覇王別姫 霸王別姫 (1993年)
- 活きる 活着 (1994年)
- 天生胆小 (1994年)
- 異聞 始皇帝謀殺 秦頌 (1996年)
- 半生縁 (1997年)
- 夢の請負人 甲方乙方 (1997年)
- キープ・クール 有話好好説 (1997年)
- 遥かな想い チャイニーズ・ドリーム in U.S.A 不見不散 (1998年)
- ミレニアム・ラブ 没完没了 (1999年)
- ハッピー･フューネラル 大腕 (2001年)
- 手機 (2003年)
- イノセントワールド -天下無賊- 天下無賊 (2004年)
- わが家の犬は世界一 卡拉是条狗 (2004年)
- 窒息 (2005年)
- 女帝 ［エンペラー］ 夜宴 (2006年)
- シャンハイ・レッド 紅美麗 (2007年)（2007東京・中国映画週間で上映）
- 狙った恋の落とし方。 非誠勿擾 (2008年)
- 狙った恋の落とし方。2 非誠勿擾2 (2010年)（2011東京／札幌・中国映画週間で上映）
- 運命の子 赵氏孤儿 (2010年)
- さらば復讐の狼たちよ 譲子弾飛 (2010年)
- 弾丸と共に去りぬ -暗黒街の逃亡者- 一步之遥 (2014年)
- ワンス・アポン・ア・タイム・イン・上海 羅曼蒂克消亡史 (2016年)
- 愛しの母国 我和我的祖国 (2019年)
- 愛しの故郷 我和我的家郷 (2020年)
- アンティークゲーム 古董局中局 (2021年)（2022東京・中国映画週間で上映）
- 刺蝟 (2024年)
- 爆款好人 (2024年)

## 受賞歴
- 1992年 第10回電視金鷹奨主演男優賞（『編輯部的故事』）
- 1992年 第15回電影百花奨助演男優賞（『過年』）
- 1993年 第13回電影金鶏奨主演男優賞（『再見のあとで』）
- 1994年 第47回カンヌ国際映画祭男優賞（『活きる』）
- 1998年 第21回電影百花奨主演男優賞（『夢の請負人』